# Victoria de Hesse-Darmstadt
Victoria de Hesse-Darmstadt (en alemán: Victoria Prinzessin von Hessen und bei Rhein), por matrimonio princesa de Battenberg y posteriormente conocida como Victoria Mountbatten, marquesa de Milford Haven (5 de abril de 1863 - 24 de septiembre de 1950), fue la hija mayor de Luis IV, gran duque de Hesse-Darmstadt y de su primera esposa, la princesa Alicia del Reino Unido.
Su madre falleció cuando sus hermanos todavía eran muy jóvenes, lo que la colocó en una temprana posición de responsabilidad sobre ellos. Se casó con el primo hermano de su padre, el príncipe Luis de Battenberg, un oficial de la Marina Real Británica, y vivieron la mayor parte de su vida de casados en diferentes partes de Europa, en los destinos navales de su marido y visitando a sus muchos conocidos reales. Su familia la consideraba de carácter liberal, franca, práctica y brillante.
Durante la Primera Guerra Mundial, sus hermanas la zarina Alejandra y la gran duquesa Isabel, casadas dentro de la familia imperial rusa, fueron asesinadas por revolucionarios comunistas. En 1917, Victoria y su marido renunciaron a sus títulos alemanes y adoptaron el apellido británico Mountbatten, que era simplemente una traducción al inglés del Battenberg alemán. Al final de la guerra y proclamada la república en Alemania, su hermano Ernesto Luis, gran duque de Hesse-Darmstadt fue depuesto. Victoria fue la abuela materna del príncipe Felipe, duque de Edimburgo, consorte de la reina Isabel II del Reino Unido.

## Biografía

### Primeros años

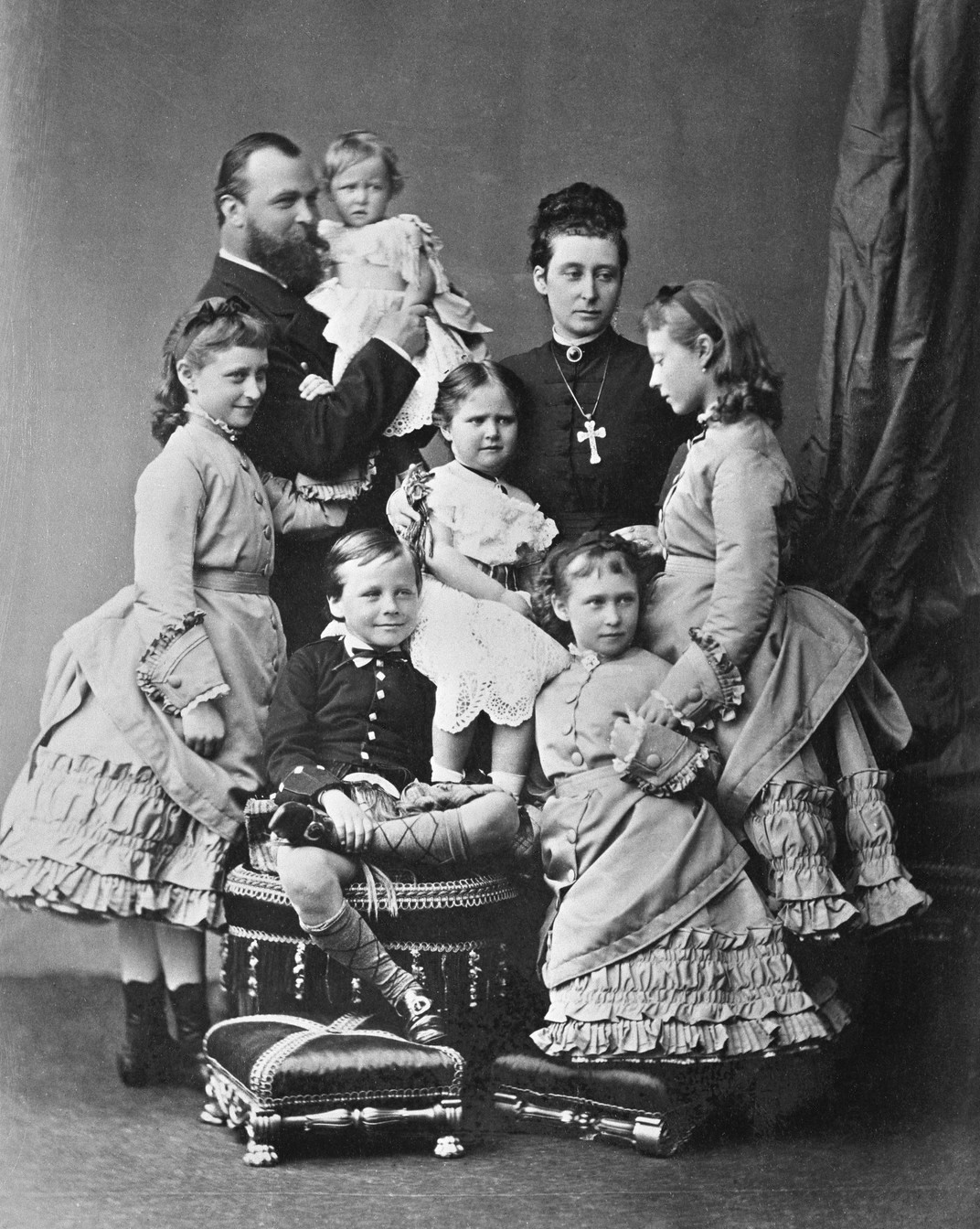
La familia de Hesse en 1878, el gran duque Luis con María en brazos, Isabel a su lado, Ernesto Luis e Irene situados al frente, Victoria con su mano sobre el hombro de Irene y Alicia abrazando a la pequeña Alix.

Victoria nació un domingo de Pascua en el castillo de Windsor en presencia de su abuela materna la reina Victoria del Reino Unido. Fue la hija mayor de Luis IV, gran duque de Hesse-Darmstadt y de su primera esposa, la princesa Alicia del Reino Unido, segunda hija de la monarca británica y el príncipe Alberto de Sajonia-Coburgo-Gotha. Fue bautizada en la fe luterana en brazos de la reina el 27 de abril de 1863. Pasó sus primeros años en Bessungen, Alemania; pero cuando tenía tres años la familia se fue a vivir al Neues Palais en Darmstadt, donde compartió dormitorio con su hermana menor Isabel, hasta que ambas llegaron a la edad adulta. Al igual que sus hermanos, recibió una educación privada de alto nivel y fue una ávida lectora a lo largo de toda su vida.
Durante la invasión prusiana de Hesse en junio de 1866, Victoria e Isabel fueron enviadas a vivir con su abuela en Inglaterra, hasta que las hostilidades terminaron con la absorción de Hesse-Kassel y algunas partes de Hesse-Darmstadt por parte de Prusia. Durante la Guerra franco-prusiana de 1870, se instalaron hospitales militares en los terrenos del palacio y Victoria acostumbraba ayudar a su madre en la cocina preparando sopa. Recordaba el intenso frío del invierno y haberse quemado en un brazo con la sopa caliente.
Federico, su hermano de dieciocho meses, fue diagnosticado con hemofilia en 1872. El diagnóstico conmocionó a las familias reales de Europa; habían pasado veinte años desde que la reina Victoria había dado a luz a su hijo hemofílico  —el príncipe Leopoldo, duque de Albany— y esta fue la primera señal de que el trastorno hemorrágico de la familia real era hereditario. El año siguiente, Federico cayó accidentalmente desde una ventana sobre una escalera de piedra y murió de una hemorragia cerebral. Esta fue la primera de las numerosas tragedias familiares que afectaron a la princesa.
Victoria contrajo difteria en noviembre de 1878, su hermana Isabel fue trasladada rápidamente fuera de la habitación y fue el único miembro de la familia que escapó de contraer la enfermedad. Durante días, Alicia cuidó a Victoria y otros miembros de la familia, entre ellos a María, la más pequeña de sus hijas, quien finalmente murió. Cuando la familia parecía haberse recuperado, Alicia cayó enferma y falleció a la edad de 35 años, el 14 de diciembre, aniversario de la muerte de su padre el príncipe Alberto. Como hija mayor, Victoria asumió en parte la responsabilidad maternal con sus hermanos más pequeños y la de hacer compañía a su padre. Más tarde escribió: «La muerte de mi madre fue una pérdida irreparable [...] Mi niñez terminó con su muerte, ya que me tuve que comportar como si fuera mayor y hacerme más responsable». En esta época inició una comunicación por correspondencia con su abuela para recibir consejo y satisfacer las inquietudes de la reina con respecto a sus hermanos.

### Matrimonio y familia

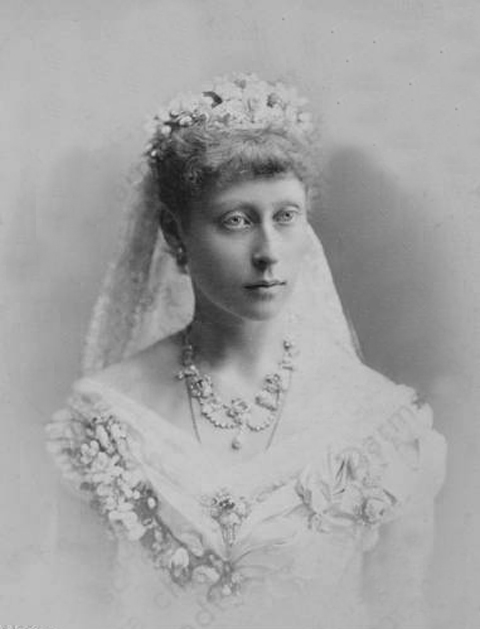
Victoria, el día de su boda.

Victoria se encontraba frecuentemente en las reuniones familiares con uno de sus primos hermanos, el príncipe Luis de Battenberg, miembro de la rama morganática de la familia gran ducal de Hesse. Luis había adoptado la nacionalidad británica y servía como oficial en la Marina Real. Se encontraron nuevamente en Darmstadt en el invierno de 1882 y ahí se comprometieron el verano siguiente.
Después de un breve aplazamiento ocasionado por el fallecimiento del duque de Albany, la princesa contrajo matrimonio el 30 de abril de 1884 en Darmstadt. Su padre no aprobaba el compromiso, en su opinión, Luis tenía poco dinero y lo privaría de la compañía de su hija, debido a que la pareja viviría obviamente en el extranjero, en Gran Bretaña; sin embargo, Victoria era una persona independiente e hizo poco caso al disgusto de su padre. La misma tarde de la boda de su hija, Luis IV se casó en secreto con su amante plebeya, Alejandrina de Kolemine, exesposa del encargado de negocios ruso en Darmstadt. Su matrimonio con una plebeya divorciada escandalizó a la realeza europea y fue forzado a buscar la anulación del enlace a través de presiones diplomáticas y familiares.
Victoria y Luis tuvieron cuatro hijos:
- Alicia, casada con el príncipe Andrés de Grecia y Dinamarca y madre del príncipe Felipe, duque de Edimburgo.
- Luisa, casada con Gustavo VI Adolfo, rey de Suecia.
- Jorge, casado con la condesa Nadejda Mijáilovna de Torby.
- Luis, casado con Edwina Ashley.[1][20]

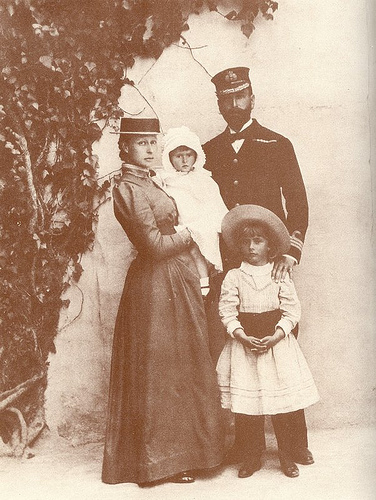
Luis y Victoria con sus hijas Alicia y Luisa en 1889.

La pareja vivió sucesivamente en Chichester, Sussex; Walton-on-Thames y en el castillo de Heiligenberg en Jugenheim.  También pasaron algunos inviernos en Malta cuando Luis servía con la flota mediterránea. Victoria contrajo fiebre tifoidea en 1887, pero su marido la cuidó durante la enfermedad y estuvo lo suficientemente recuperada para asistir en junio a las celebraciones del jubileo de oro de la reina Victoria en Londres.
La princesa estaba muy interesada en la ciencia, dibujó un detallado mapa geológico de Malta y participó en excavaciones arqueológicas tanto allí, como en Alemania. Además guardaba un meticuloso registro de todos los libros que había leído en unos volúmenes encuadernados en cuero, que revelan una amplia gama de intereses, incluyendo la filosofía socialista.
Educó personalmente a sus hijos y los interesó en nuevas ideas e inventos. Dio lecciones a su hijo más joven y futuro lord Mountbatten, hasta que tuvo diez años. Luis diría de su madre en 1968: «Era una enciclopedia ambulante. A lo largo de su vida almacenó conocimientos de toda clase de materias, tenía el gran don de ser capaz de hacerlo todo interesante cuando me enseñaba. Era completamente metódica, teníamos horarios para cada asignatura y tenía que estar preparado. Me enseñó a disfrutar del trabajo duro y a ser minucioso. Era expresiva y de mente abierta en un grado bastante inusual en los miembros de la familia real. Asimismo, estaba completamente libre de prejuicios sobre política, raza y cosas de esa clase».
Victoria voló en un dirigible Zepelín en 1906 y, en un atrevimiento todavía mayor, voló después en un biplano, aunque como dijo más tarde: «sabía que no estaba hecho para llevar a pasajeros y nos colocamos firmemente sujetos en un pequeño taburete situado detrás del piloto». Visitó con regularidad a sus parientes en el extranjero hasta 1914, tanto en Alemania como en Rusia, incluso a sus dos hermanas que se habían casado dentro de la familia imperial rusa. Isabel se casó con el gran duque Sergio Alexandrovich y Alix con el zar Nicolás II de Rusia, cambiando posteriormente su nombre por decreto a Alejandra Fiódorovna Románova. De hecho fue uno de los miembros de la familia que trató de persuadir a Alix de alejarse de la influencia de Rasputín. Cuando inició la guerra entre Alemania y el Reino Unido en 1914, Victoria y su hija Luisa estaban en Ekaterinburgo. Por tren y vapor viajaron a San Petersburgo y, desde allí, a través de Tornio hacia Estocolmo. Salieron de Bergen, Noruega, en el «último barco» con rumbo a Gran Bretaña.

### Vida posterior

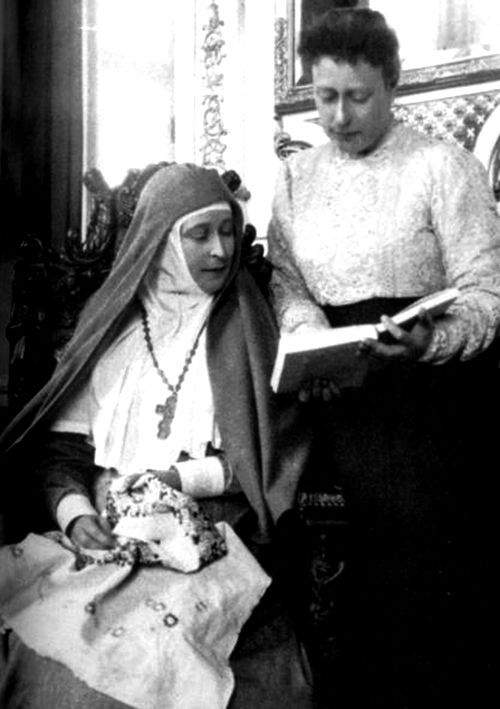
Victoria (der) fotografiada junto a su hermana Isabel (izq), pocos años antes del estallido de la I Guerra Mundial.

Luis de Battenberg desempeñaba el cargo de Primer lord del Mar al inicio de la Primera Guerra Mundial, cuando se vio envuelto en una campaña de ataques y críticas debido a su ascendencia alemana. A consecuencia de esto, después de 46 años de carrera al servicio de su país adoptivo, fue forzado a dimitir de la Marina. El 28 de octubre de 1914 presentó su renuncia a Winston Churchill, entonces Primer lord del Almirantazgo. Durante esos años la pareja se retiró a Kent House en la isla de Wight, residencia que le obsequió a Victoria su tía Luisa, duquesa de Argyll. La princesa culpó al gobierno por la forzada dimisión de su marido y consideraba que «pocos de ellos eran dignos de gran respeto o confianza». Desconfiaba de Winston Churchill, a quien considerada poco fiable —Churchill le había pedido prestado un libro en una ocasión y nunca lo devolvió—.
La hostilidad pública hacia Alemania condujo al rey Jorge V del Reino Unido a renunciar a sus títulos alemanes, además cambió el nombre de su dinastía de Sajonia-Coburgo-Gotha a Windsor, tomando este último como apellido oficial para todos los descendientes en línea paterna de la reina Victoria. Al mismo tiempo, el 14 de julio de 1917, Luis y Victoria renunciaron a sus títulos y adoptaron el apellido Mountbatten, la versión inglesa de Battenberg. Tres días más tarde, Luis fue ennoblecido nuevamente por Jorge V, quien le otorgó el título de marqués de Milford Haven. En el transcurso de la guerra, dos hermanas de Victoria, la zarina Alejandra y la gran duquesa Isabel, fueron asesinadas durante la Revolución Rusa y su hermano Ernesto Luis, gran duque de Hesse, fue depuesto. En su última visita a Rusia en 1914, había pasado por la casa en Ekaterinburgo donde su hermana Alejandra sería asesinada. El cuerpo de Alejandra no fue recuperado en vida de Victoria; pero, en enero de 1921, después de un largo e intrincado viaje, el cuerpo de su hermana Isabel fue enterrado en su presencia en la iglesia de santa María Magdalena situada en el monte de los Olivos de Jerusalén.

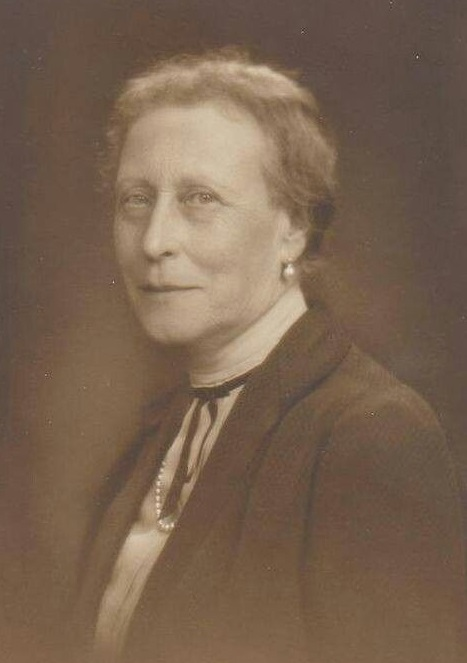
Victoria fotografiada hacia los años 1920.

Ese mismo año, Luis de Battenberg murió en Londres. Se sintió indispuesto después de reunirse con su esposa en el Club Naval y Militar de Piccadilly y Victoria lo convenció para que descansase en una habitación que tenían reservada en el anexo del club, llamó a un doctor que le prescribió algún medicamento y salió para conseguir la prescripción de un farmacéutico cercano; cuando volvió, Luis estaba muerto. Durante su viudez, tres años después del final de la guerra, Victoria se mudó a una residencia de «gracia y favor» en el palacio de Kensington y en palabras de su biógrafo: «se convirtió en una figura matriarcal en la vida de la realeza europea sobreviviente». En 1930, su hija mayor, Alicia, sufrió una depresión y posteriormente fue diagnosticada como esquizofrénica. En la siguiente década fue la principal responsable de la crianza y educación de su nieto Felipe —hijo de Alicia—, durante la separación de sus padres y el internamiento de su madre en un hospital psiquiátrico. El príncipe Felipe recordaba: «Mi abuela me gustaba muchísimo y siempre era útil. Era muy buena con los niños...y se dirigía a ellos de una manera práctica. Los trataba de forma correcta, una combinación adecuada entre lo racional y lo emocional».
Ernesto Luis, el hermano de Victoria, murió en octubre de 1937. Poco después, su cuñada viuda, su sobrino, su nieta y dos de sus bisnietos murieron en un accidente aéreo en Ostende. Su nieta, la princesa Cecilia de Grecia y Dinamarca, se había casado con uno de los hijos de Ernesto Luis, Jorge Donato de Hesse. Ellos y sus dos hijos, Luis y Alejandro, murieron en ese accidente. Cecilia estaba embarazada y el niño, nacido muerto, fue encontrado entre los restos. Juana, la hija menor de Cecilia, que no estaba en el avión, fue adoptada por su tío Luis de Hesse, pero la niña solo sobrevivió a sus padres y hermanos mayores dieciocho meses, ya que murió de meningitis en 1939. La tragedia pronto fue seguida por otra, cuando Jorge, uno de los hijos de Victoria, murió de cáncer óseo al año siguiente. Su nieta, lady Pamela Hicks, recordaría más tarde las lágrimas de su abuela.
En el transcurso de la Segunda Guerra Mundial el palacio de Kensington fue bombardeado y, a causa de ello, Victoria pasó algún tiempo en el castillo de Windsor con el rey Jorge VI y su familia. Luis Mountbatten, su hijo sobreviviente, y dos de sus nietos, sirvieron en la Marina Real, mientras que sus familiares alemanes lucharon con las fuerzas contrarias. Pasaba la mayor parte de su tiempo leyendo y preocupándose por sus hijos. Alicia permaneció en la Grecia ocupada por el ejército alemán y fue incapaz de comunicarse con su madre durante cuatro años en el periodo álgido de la guerra. Después de la victoria aliada, a Luis le ofrecieron el puesto de gobernador general de la India, pero Victoria se opuso fuertemente a que aceptara, pues sabía que la posición sería peligrosa y difícil. Luis aceptó a pesar de las protestas.
En el verano de 1950, mientras se encontraba en la casa de Luis en Broadlands, Hampshire, Victoria cayó enferma de bronquitis —era fumadora desde los dieciséis años—. Con respecto a su enfermedad comentó: «Es mejor morir en casa». Volvería nuevamente al palacio de Kensington, donde finalmente murió el 24 de septiembre de 1950. Fue enterrada cuatro días más tarde, conforme a sus deseos, en terrenos de la iglesia de santa Mildred en Whippingham, Isla de Wight, donde también estaba sepultado su esposo.

## Legado
Con la ayuda de su dama de compañía, la baronesa Sophie Buxhoeveden, Victoria escribió unas memorias inéditas que son conservadas en el archivo Mountbatten de la Universidad de Southampton, las cuales continúan siendo una interesante fuente documental para historiadores reales. Una selección de las cartas que recibió de su abuela, la reina Victoria, se publicó con un comentario de Richard Hough y una introducción realizada por su nieta, Patricia Mountbatten.
Su hijo Luis la recordaba con cariño: «Mi madre era rápida en la respuesta, gran conversadora, agresiva y argumentativa. Con su maravilloso cerebro afilaba el ingenio de las personas». Su nieta pensaba que «era formidable, pero nunca intimidante [...] una mujer sumamente honesta, llena de sentido común y modestia». Al final de su vida, Victoria escribió su propio epitafio en su estilo típicamente directo, en cartas y conversaciones con su hijo: «Lo que vivirá a través de la historia es el trabajo bien hecho por las personas y eso no tiene nada que ver con el rango o el título [...] Nunca pensé que llegaría a ser conocida únicamente como tu madre. Eres tan conocido ahora y nadie sabe de mí, y eso no me agrada».

## Órdenes
- Dama de primera clase de la Real Orden de Victoria y Alberto.[51][52] ( Reino Unido)

## Ancestros
| \| \| \| \| \| \| \| \| \| \| \| \| \| \| \| \| \| \| \| \| 16. Luis I, gran duque de Hesse y el Rin \| \| \| \| \| \| \| \| \| \| \| \| \| \| \| \| \| \| \| \| \| \| \| \| \| \| \| \| \| \| \| \| \| \| \| \| \| \| \| \| \| \| \| \| \| \| \| \| \| \| \| \| \| \| 8. Luis II, gran duque de Hesse y el Rin \| \| \| \| \| \| \| \| \| \| \| \| \| \| \| \| \| \| \| \| \| \| \| \| \| \| \| \| \| \| \| \| \| \| \| \| \| \| \| \| \| \| \| \| \| \| \| \| \| \| \| \| \| \| 17. Landgravina Luisa de Hesse-Darmstadt \| \| \| \| \| \| \| \| \| \| \| \| \| \| \| \| \| \| \| \| \| \| \| \| \| \| \| \| \| \| \| \| \| \| \| \| \| \| \| \| \| \| \| \| \| \| \| \| \| \| \| \| \| \| 4. Príncipe Carlos de Hesse y el Rin \| \| \| \| \| \| \| \| \| \| \| \| \| \| \| \| \| \| \| \| \| \| \| \| \| \| \| \| \| \| \| \| \| \| \| \| \| \| \| \| \| \| \| \| \| \| \| \| \| \| \| \| \| \| 18. Carlos Luis, príncipe heredero de Baden \| \| \| \| \| \| \| \| \| \| \| \| \| \| \| \| \| \| \| \| \| \| \| \| \| \| \| \| \| \| \| \| \| \| \| \| \| \| \| \| \| \| \| \| \| \| \| \| \| \| \| \| \| \| 9. Princesa Guillermina de Baden \| \| \| \| \| \| \| \| \| \| \| \| \| \| \| \| \| \| \| \| \| \| \| \| \| \| \| \| \| \| \| \| \| \| \| \| \| \| \| \| \| \| \| \| \| \| \| \| \| \| \| \| \| \| 19. Landgravina Amalia de Hesse-Darmstadt \| \| \| \| \| \| \| \| \| \| \| \| \| \| \| \| \| \| \| \| \| \| \| \| \| \| \| \| \| \| \| \| \| \| \| \| \| \| \| \| \| \| \| \| \| \| \| \| \| \| \| \| \| \| 2. Luis IV, gran duque de Hesse y el Rin \| \| \| \| \| \| \| \| \| \| \| \| \| \| \| \| \| \| \| \| \| \| \| \| \| \| \| \| \| \| \| \| \| \| \| \| \| \| \| \| \| \| \| \| \| \| \| \| \| \| \| \| \| \| 20. Federico Guillermo II de Prusia \| \| \| \| \| \| \| \| \| \| \| \| \| \| \| \| \| \| \| \| \| \| \| \| \| \| \| \| \| \| \| \| \| \| \| \| \| \| \| \| \| \| \| \| \| \| \| \| \| \| \| \| \| \| 10. Príncipe Guillermo de Prusia \| \| \| \| \| \| \| \| \| \| \| \| \| \| \| \| \| \| \| \| \| \| \| \| \| \| \| \| \| \| \| \| \| \| \| \| \| \| \| \| \| \| \| \| \| \| \| \| \| \| \| \| \| \| 21. Landgravina Federica de Hesse-Darmstadt \| \| \| \| \| \| \| \| \| \| \| \| \| \| \| \| \| \| \| \| \| \| \| \| \| \| \| \| \| \| \| \| \| \| \| \| \| \| \| \| \| \| \| \| \| \| \| \| \| \| \| \| \| \| 5. Princesa Isabel de Prusia \| \| \| \| \| \| \| \| \| \| \| \| \| \| \| \| \| \| \| \| \| \| \| \| \| \| \| \| \| \| \| \| \| \| \| \| \| \| \| \| \| \| \| \| \| \| \| \| \| \| \| \| \| \| 22. Federico V, landgrave de Hesse-Homburg \| \| \| \| \| \| \| \| \| \| \| \| \| \| \| \| \| \| \| \| \| \| \| \| \| \| \| \| \| \| \| \| \| \| \| \| \| \| \| \| \| \| \| \| \| \| \| \| \| \| \| \| \| \| 11. Landgravina María Ana de Hesse-Homburg \| \| \| \| \| \| \| \| \| \| \| \| \| \| \| \| \| \| \| \| \| \| \| \| \| \| \| \| \| \| \| \| \| \| \| \| \| \| \| \| \| \| \| \| \| \| \| \| \| \| \| \| \| \| 23. Landgravina Carolina de Hesse-Darmstadt \| \| \| \| \| \| \| \| \| \| \| \| \| \| \| \| \| \| \| \| \| \| \| \| \| \| \| \| \| \| \| \| \| \| \| \| \| \| \| \| \| \| \| \| \| \| \| \| \| \| \| \| \| \| 1. Princesa Victoria de Hesse y el Rin \| \| \| \| \| \| \| \| \| \| \| \| \| \| \| \| \| \| \| \| \| \| \| \| \| \| \| \| \| \| \| \| \| \| \| \| \| \| \| \| \| \| \| \| \| \| \| \| \| \| \| \| \| \| 24. Francisco, duque de Sajonia-Coburgo-Saalfeld \| \| \| \| \| \| \| \| \| \| \| \| \| \| \| \| \| \| \| \| \| \| \| \| \| \| \| \| \| \| \| \| \| \| \| \| \| \| \| \| \| \| \| \| \| \| \| \| \| \| \| \| \| \| 12. Ernesto I, duque de Sajonia-Coburgo y Gotha \| \| \| \| \| \| \| \| \| \| \| \| \| \| \| \| \| \| \| \| \| \| \| \| \| \| \| \| \| \| \| \| \| \| \| \| \| \| \| \| \| \| \| \| \| \| \| \| \| \| \| \| \| \| 25. Condesa Augusta de Reuss-Ebersdorf \| \| \| \| \| \| \| \| \| \| \| \| \| \| \| \| \| \| \| \| \| \| \| \| \| \| \| \| \| \| \| \| \| \| \| \| \| \| \| \| \| \| \| \| \| \| \| \| \| \| \| \| \| \| 6. Príncipe Alberto de Sajonia-Coburgo y Gotha \| \| \| \| \| \| \| \| \| \| \| \| \| \| \| \| \| \| \| \| \| \| \| \| \| \| \| \| \| \| \| \| \| \| \| \| \| \| \| \| \| \| \| \| \| \| \| \| \| \| \| \| \| \| 26. Augusto, duque de Sajonia-Gotha-Altemburgo \| \| \| \| \| \| \| \| \| \| \| \| \| \| \| \| \| \| \| \| \| \| \| \| \| \| \| \| \| \| \| \| \| \| \| \| \| \| \| \| \| \| \| \| \| \| \| \| \| \| \| \| \| \| 13. Princesa Luisa de Sajonia-Gotha-Altemburgo \| \| \| \| \| \| \| \| \| \| \| \| \| \| \| \| \| \| \| \| \| \| \| \| \| \| \| \| \| \| \| \| \| \| \| \| \| \| \| \| \| \| \| \| \| \| \| \| \| \| \| \| \| \| 27. Duquesa Luisa Carlota de Mecklemburgo-Schwerin \| \| \| \| \| \| \| \| \| \| \| \| \| \| \| \| \| \| \| \| \| \| \| \| \| \| \| \| \| \| \| \| \| \| \| \| \| \| \| \| \| \| \| \| \| \| \| \| \| \| \| \| \| \| 3. Princesa Alicia del Reino Unido \| \| \| \| \| \| \| \| \| \| \| \| \| \| \| \| \| \| \| \| \| \| \| \| \| \| \| \| \| \| \| \| \| \| \| \| \| \| \| \| \| \| \| \| \| \| \| \| \| \| \| \| \| \| 28. Jorge III del Reino Unido \| \| \| \| \| \| \| \| \| \| \| \| \| \| \| \| \| \| \| \| \| \| \| \| \| \| \| \| \| \| \| \| \| \| \| \| \| \| \| \| \| \| \| \| \| \| \| \| \| \| \| \| \| \| 14. Príncipe Eduardo, duque de Kent y Strathearn \| \| \| \| \| \| \| \| \| \| \| \| \| \| \| \| \| \| \| \| \| \| \| \| \| \| \| \| \| \| \| \| \| \| \| \| \| \| \| \| \| \| \| \| \| \| \| \| \| \| \| \| \| \| 29. Duquesa Carlota de Mecklemburgo-Strelitz \| \| \| \| \| \| \| \| \| \| \| \| \| \| \| \| \| \| \| \| \| \| \| \| \| \| \| \| \| \| \| \| \| \| \| \| \| \| \| \| \| \| \| \| \| \| \| \| \| \| \| \| \| \| 7. Victoria del Reino Unido \| \| \| \| \| \| \| \| \| \| \| \| \| \| \| \| \| \| \| \| \| \| \| \| \| \| \| \| \| \| \| \| \| \| \| \| \| \| \| \| \| \| \| \| \| \| \| \| \| \| \| \| \| \| 30. Francisco, duque de Sajonia-Coburgo-Saalfeld (= 24) \| \| \| \| \| \| \| \| \| \| \| \| \| \| \| \| \| \| \| \| \| \| \| \| \| \| \| \| \| \| \| \| \| \| \| \| \| \| \| \| \| \| \| \| \| \| \| \| \| \| \| \| \| \| 15. Princesa Victoria de Sajonia-Coburgo-Saalfeld \| \| \| \| \| \| \| \| \| \| \| \| \| \| \| \| \| \| \| \| \| \| \| \| \| \| \| \| \| \| \| \| \| \| \| \| \| \| \| \| \| \| \| \| \| \| \| \| \| \| \| \| \| \| 31. Condesa Augusta de Reuss-Ebersdorf (= 25) \| \| \| \| \| \| \| \| \| \| \| \| \| \| \| \| \| \| \| \| \| \| \| \| \| \| \| \| \| \| \| \| \| \| \| \| \| \| \| \| \| \| \| \| \| \| \| \| \| \| \| \| |                                                         |  |  |  |  |  |  |  |  |  |  |  |  |  |  |  |
| |                                                         |  |  |  |  |  |  |  |  |  |  |  |  |  |  |  |
| | 16. Luis I, gran duque de Hesse y el Rin                |  |  |  |  |  |  |  |  |  |  |  |  |  |  |  |
| |                                                         |  |  |  |  |  |  |  |  |  |  |  |  |  |  |  |
| |                                                         |  |  |  |  |  |  |  |  |  |  |  |  |  |  |  |
| | 8. Luis II, gran duque de Hesse y el Rin                |  |  |  |  |  |  |  |  |  |  |  |  |  |  |  |
| |                                                         |  |  |  |  |  |  |  |  |  |  |  |  |  |  |  |
| |                                                         |  |  |  |  |  |  |  |  |  |  |  |  |  |  |  |
| | 17. Landgravina Luisa de Hesse-Darmstadt                |  |  |  |  |  |  |  |  |  |  |  |  |  |  |  |
| |                                                         |  |  |  |  |  |  |  |  |  |  |  |  |  |  |  |
| |                                                         |  |  |  |  |  |  |  |  |  |  |  |  |  |  |  |
| | 4. Príncipe Carlos de Hesse y el Rin                    |  |  |  |  |  |  |  |  |  |  |  |  |  |  |  |
| |                                                         |  |  |  |  |  |  |  |  |  |  |  |  |  |  |  |
| |                                                         |  |  |  |  |  |  |  |  |  |  |  |  |  |  |  |
| | 18. Carlos Luis, príncipe heredero de Baden             |  |  |  |  |  |  |  |  |  |  |  |  |  |  |  |
| |                                                         |  |  |  |  |  |  |  |  |  |  |  |  |  |  |  |
| |                                                         |  |  |  |  |  |  |  |  |  |  |  |  |  |  |  |
| | 9. Princesa Guillermina de Baden                        |  |  |  |  |  |  |  |  |  |  |  |  |  |  |  |
| |                                                         |  |  |  |  |  |  |  |  |  |  |  |  |  |  |  |
| |                                                         |  |  |  |  |  |  |  |  |  |  |  |  |  |  |  |
| | 19. Landgravina Amalia de Hesse-Darmstadt               |  |  |  |  |  |  |  |  |  |  |  |  |  |  |  |
| |                                                         |  |  |  |  |  |  |  |  |  |  |  |  |  |  |  |
| |                                                         |  |  |  |  |  |  |  |  |  |  |  |  |  |  |  |
| | 2. Luis IV, gran duque de Hesse y el Rin                |  |  |  |  |  |  |  |  |  |  |  |  |  |  |  |
| |                                                         |  |  |  |  |  |  |  |  |  |  |  |  |  |  |  |
| |                                                         |  |  |  |  |  |  |  |  |  |  |  |  |  |  |  |
| | 20. Federico Guillermo II de Prusia                     |  |  |  |  |  |  |  |  |  |  |  |  |  |  |  |
| |                                                         |  |  |  |  |  |  |  |  |  |  |  |  |  |  |  |
| |                                                         |  |  |  |  |  |  |  |  |  |  |  |  |  |  |  |
| | 10. Príncipe Guillermo de Prusia                        |  |  |  |  |  |  |  |  |  |  |  |  |  |  |  |
| |                                                         |  |  |  |  |  |  |  |  |  |  |  |  |  |  |  |
| |                                                         |  |  |  |  |  |  |  |  |  |  |  |  |  |  |  |
| | 21. Landgravina Federica de Hesse-Darmstadt             |  |  |  |  |  |  |  |  |  |  |  |  |  |  |  |
| |                                                         |  |  |  |  |  |  |  |  |  |  |  |  |  |  |  |
| |                                                         |  |  |  |  |  |  |  |  |  |  |  |  |  |  |  |
| | 5. Princesa Isabel de Prusia                            |  |  |  |  |  |  |  |  |  |  |  |  |  |  |  |
| |                                                         |  |  |  |  |  |  |  |  |  |  |  |  |  |  |  |
| |                                                         |  |  |  |  |  |  |  |  |  |  |  |  |  |  |  |
| | 22. Federico V, landgrave de Hesse-Homburg              |  |  |  |  |  |  |  |  |  |  |  |  |  |  |  |
| |                                                         |  |  |  |  |  |  |  |  |  |  |  |  |  |  |  |
| |                                                         |  |  |  |  |  |  |  |  |  |  |  |  |  |  |  |
| | 11. Landgravina María Ana de Hesse-Homburg              |  |  |  |  |  |  |  |  |  |  |  |  |  |  |  |
| |                                                         |  |  |  |  |  |  |  |  |  |  |  |  |  |  |  |
| |                                                         |  |  |  |  |  |  |  |  |  |  |  |  |  |  |  |
| | 23. Landgravina Carolina de Hesse-Darmstadt             |  |  |  |  |  |  |  |  |  |  |  |  |  |  |  |
| |                                                         |  |  |  |  |  |  |  |  |  |  |  |  |  |  |  |
| |                                                         |  |  |  |  |  |  |  |  |  |  |  |  |  |  |  |
| | 1. Princesa Victoria de Hesse y el Rin                  |  |  |  |  |  |  |  |  |  |  |  |  |  |  |  |
| |                                                         |  |  |  |  |  |  |  |  |  |  |  |  |  |  |  |
| |                                                         |  |  |  |  |  |  |  |  |  |  |  |  |  |  |  |
| | 24. Francisco, duque de Sajonia-Coburgo-Saalfeld        |  |  |  |  |  |  |  |  |  |  |  |  |  |  |  |
| |                                                         |  |  |  |  |  |  |  |  |  |  |  |  |  |  |  |
| |                                                         |  |  |  |  |  |  |  |  |  |  |  |  |  |  |  |
| | 12. Ernesto I, duque de Sajonia-Coburgo y Gotha         |  |  |  |  |  |  |  |  |  |  |  |  |  |  |  |
| |                                                         |  |  |  |  |  |  |  |  |  |  |  |  |  |  |  |
| |                                                         |  |  |  |  |  |  |  |  |  |  |  |  |  |  |  |
| | 25. Condesa Augusta de Reuss-Ebersdorf                  |  |  |  |  |  |  |  |  |  |  |  |  |  |  |  |
| |                                                         |  |  |  |  |  |  |  |  |  |  |  |  |  |  |  |
| |                                                         |  |  |  |  |  |  |  |  |  |  |  |  |  |  |  |
| | 6. Príncipe Alberto de Sajonia-Coburgo y Gotha          |  |  |  |  |  |  |  |  |  |  |  |  |  |  |  |
| |                                                         |  |  |  |  |  |  |  |  |  |  |  |  |  |  |  |
| |                                                         |  |  |  |  |  |  |  |  |  |  |  |  |  |  |  |
| | 26. Augusto, duque de Sajonia-Gotha-Altemburgo          |  |  |  |  |  |  |  |  |  |  |  |  |  |  |  |
| |                                                         |  |  |  |  |  |  |  |  |  |  |  |  |  |  |  |
| |                                                         |  |  |  |  |  |  |  |  |  |  |  |  |  |  |  |
| | 13. Princesa Luisa de Sajonia-Gotha-Altemburgo          |  |  |  |  |  |  |  |  |  |  |  |  |  |  |  |
| |                                                         |  |  |  |  |  |  |  |  |  |  |  |  |  |  |  |
| |                                                         |  |  |  |  |  |  |  |  |  |  |  |  |  |  |  |
| | 27. Duquesa Luisa Carlota de Mecklemburgo-Schwerin      |  |  |  |  |  |  |  |  |  |  |  |  |  |  |  |
| |                                                         |  |  |  |  |  |  |  |  |  |  |  |  |  |  |  |
| |                                                         |  |  |  |  |  |  |  |  |  |  |  |  |  |  |  |
| | 3. Princesa Alicia del Reino Unido                      |  |  |  |  |  |  |  |  |  |  |  |  |  |  |  |
| |                                                         |  |  |  |  |  |  |  |  |  |  |  |  |  |  |  |
| |                                                         |  |  |  |  |  |  |  |  |  |  |  |  |  |  |  |
| | 28. Jorge III del Reino Unido                           |  |  |  |  |  |  |  |  |  |  |  |  |  |  |  |
| |                                                         |  |  |  |  |  |  |  |  |  |  |  |  |  |  |  |
| |                                                         |  |  |  |  |  |  |  |  |  |  |  |  |  |  |  |
| | 14. Príncipe Eduardo, duque de Kent y Strathearn        |  |  |  |  |  |  |  |  |  |  |  |  |  |  |  |
| |                                                         |  |  |  |  |  |  |  |  |  |  |  |  |  |  |  |
| |                                                         |  |  |  |  |  |  |  |  |  |  |  |  |  |  |  |
| | 29. Duquesa Carlota de Mecklemburgo-Strelitz            |  |  |  |  |  |  |  |  |  |  |  |  |  |  |  |
| |                                                         |  |  |  |  |  |  |  |  |  |  |  |  |  |  |  |
| |                                                         |  |  |  |  |  |  |  |  |  |  |  |  |  |  |  |
| | 7. Victoria del Reino Unido                             |  |  |  |  |  |  |  |  |  |  |  |  |  |  |  |
| |                                                         |  |  |  |  |  |  |  |  |  |  |  |  |  |  |  |
| |                                                         |  |  |  |  |  |  |  |  |  |  |  |  |  |  |  |
| | 30. Francisco, duque de Sajonia-Coburgo-Saalfeld (= 24) |  |  |  |  |  |  |  |  |  |  |  |  |  |  |  |
| |                                                         |  |  |  |  |  |  |  |  |  |  |  |  |  |  |  |
| |                                                         |  |  |  |  |  |  |  |  |  |  |  |  |  |  |  |
| | 15. Princesa Victoria de Sajonia-Coburgo-Saalfeld       |  |  |  |  |  |  |  |  |  |  |  |  |  |  |  |
| |                                                         |  |  |  |  |  |  |  |  |  |  |  |  |  |  |  |
| |                                                         |  |  |  |  |  |  |  |  |  |  |  |  |  |  |  |
| | 31. Condesa Augusta de Reuss-Ebersdorf (= 25)           |  |  |  |  |  |  |  |  |  |  |  |  |  |  |  |
| |                                                         |  |  |  |  |  |  |  |  |  |  |  |  |  |  |  |
| |                                                         |  |  |  |  |  |  |  |  |  |  |  |  |  |  |  |

## Lectura adicional
- Massie, Robert K. (1995). The Romanovs: The Final Chapter. (en inglés) Londres: Random House, ISBN 0-09-960121-4
- Sherman, Theresa (seudónimo de Ilana D. Miller) (2008). The Royal Mob. (en inglés) Maryland: PublishAmerica, ISBN 978-1-60441-774-6.